# NGC 2754
NGC 2754 este o galaxie lenticulară situată în constelația Hidra. A fost descoperită în 1886 de către Frank Muller. Se află la o distanță de 79,07 de megaparseci de Pământ.